# Kaplica Saint-Abibon w Plévin
Kaplica Saint-Abibon w Plévin – kaplica z XVI wieku w Plévin we Francji; została wpisana do rejestru zabytków w 1992 roku.

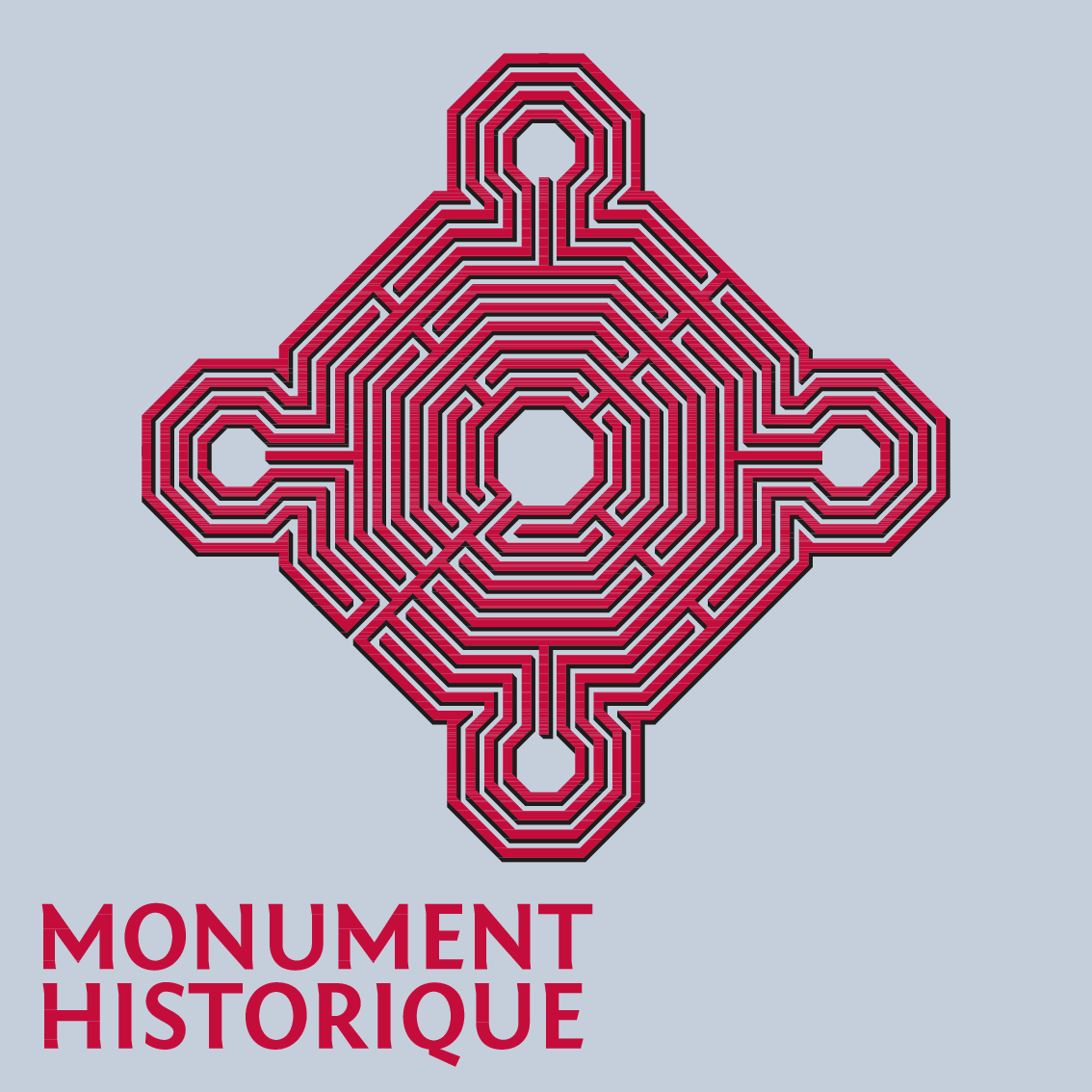
Logo monument historique - 2017

## Lokalizacja
Kaplica jest zlokalizowana jest na terenie Lannilis, (rodzinnego gospodarstwa rolnego rodziny Lorvellec), w miejscowości Plévin, w departamencie Côtes-d’Armor, w regionie Bretania.

## Opis
Kaplica jednonawowa. Została zbudowana z kamieni granitowych, długi dach dwuspadowy przykryty łupkiem. Front ozdobiony jest rzeźbionym herbem. Tarcza herbowa niesiona jest przez dwa gryfy, przedstawia herb rodziny Rostrenen.
We wnętrzu stoi m.in. świecznik wotywny z XVIII. Znajdowała się tu figura Matki Boskiej z Dzieciątkiem z Plévin (Vierge à l'Enfant de Plévin)
Kaplica została wzniesiona przez ewangelizującego pustelnika. Około 100 metrów za budynkiem zlokalizowana jest fontanna (zrekonstruowana przez Rogera Guenvera). Odkrycie fontanny pozwoliło ustalić, iż od czasów galijskich miejsce to było otoczone kultem.
Kaplica stanowi element lokalnego dziedzictwa i jest przedmiotem szczególnej uwagi komitetu Saint-Abibon i rodziny Lorvellec.

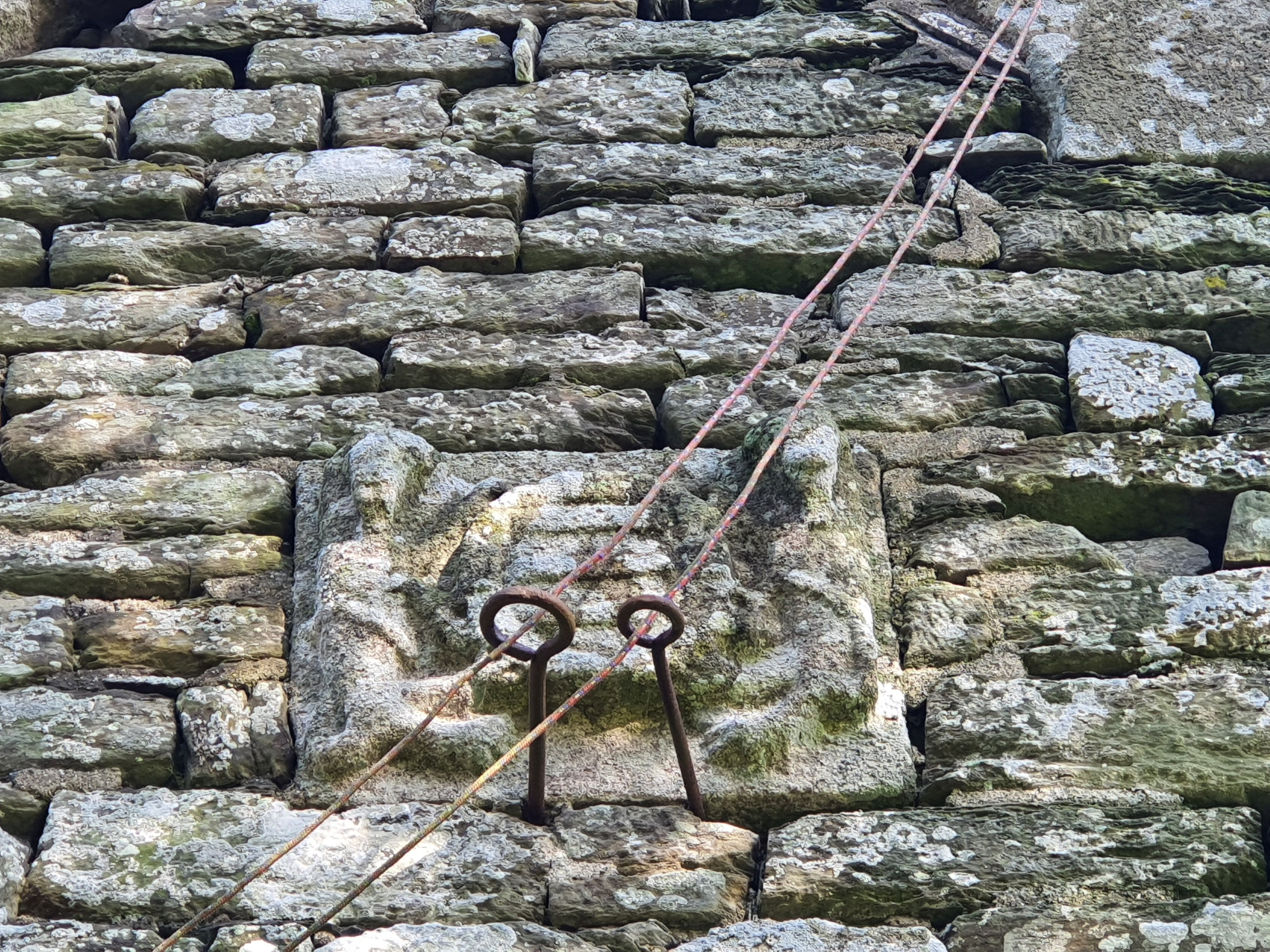
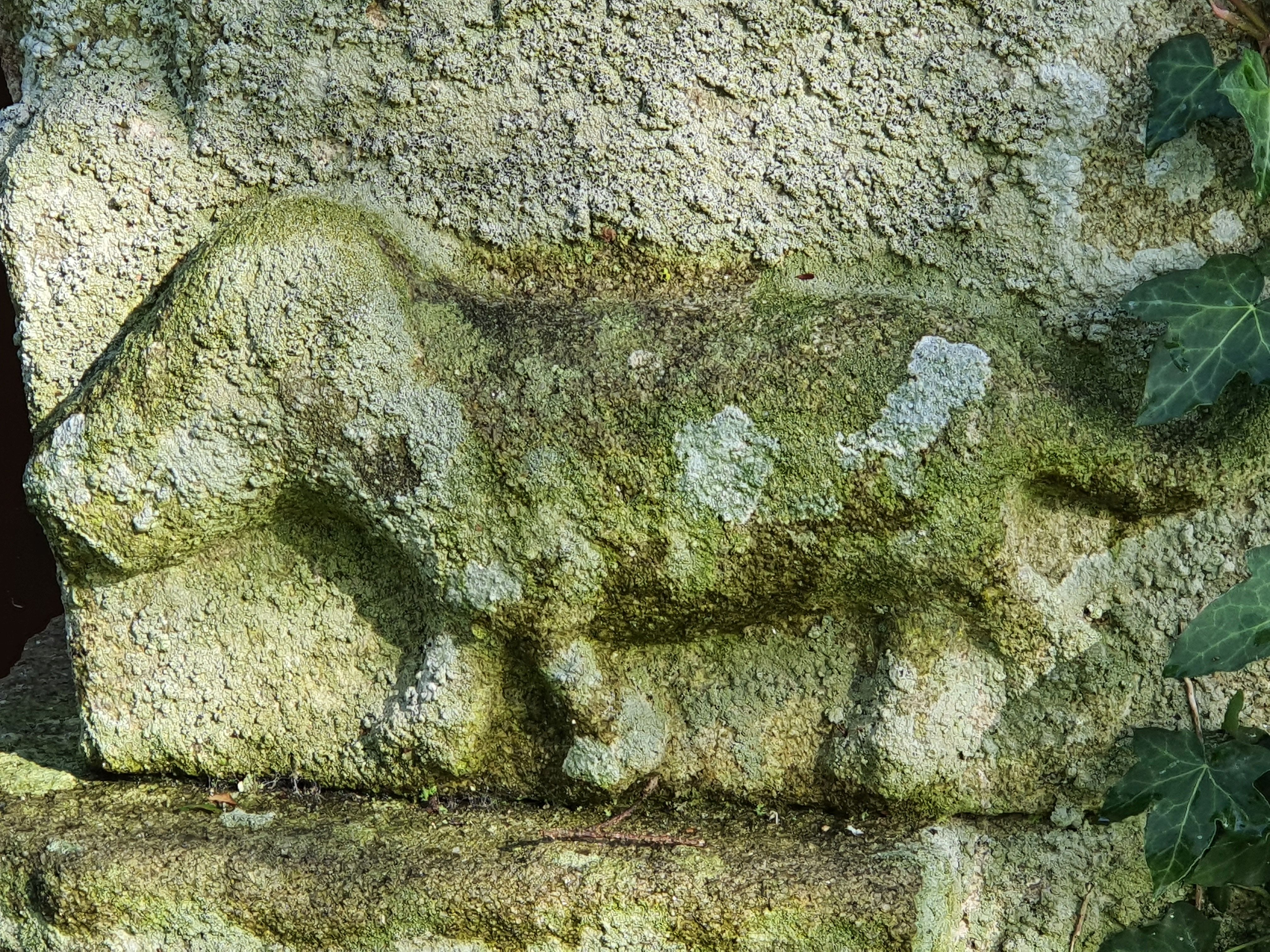
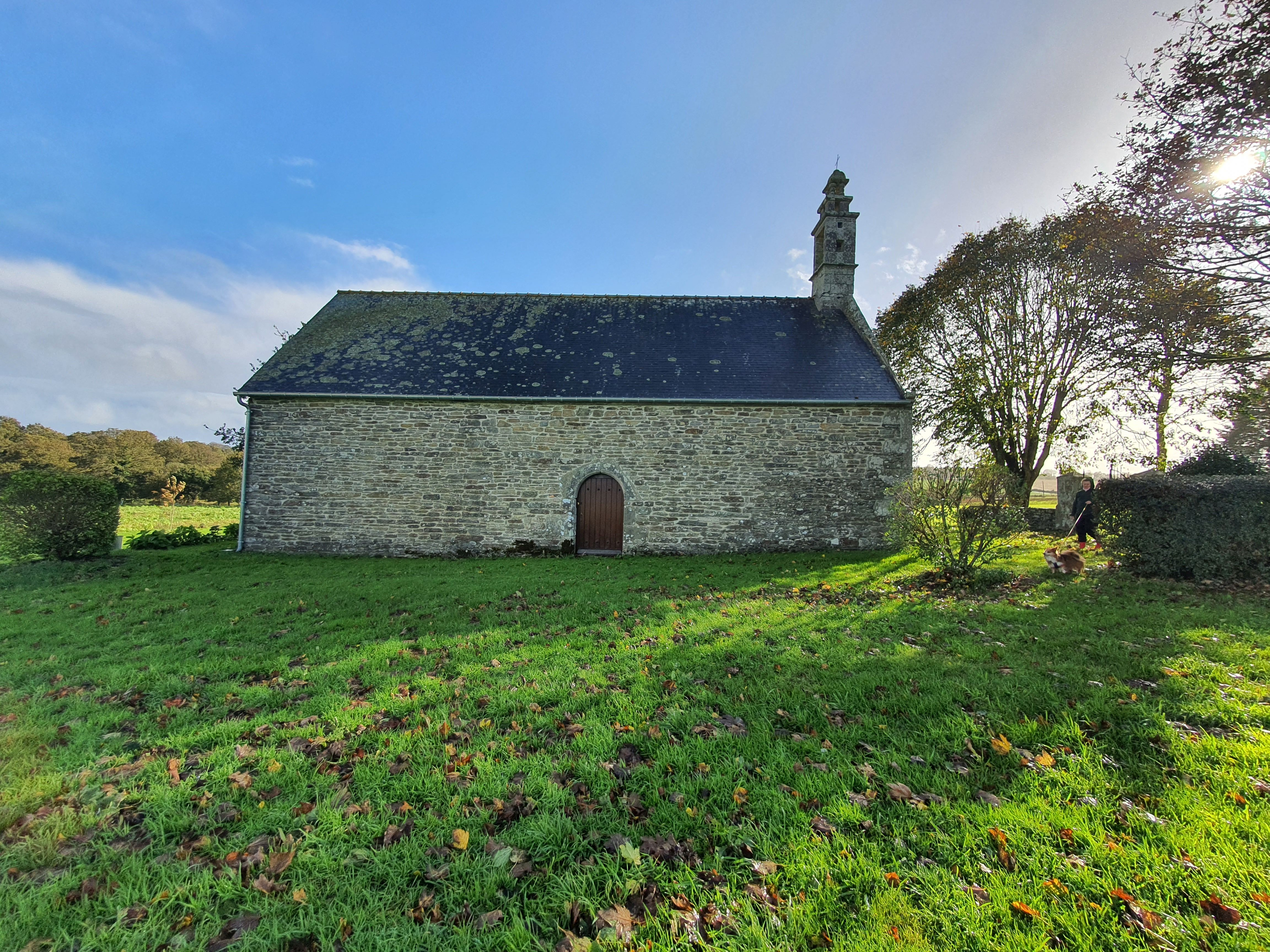
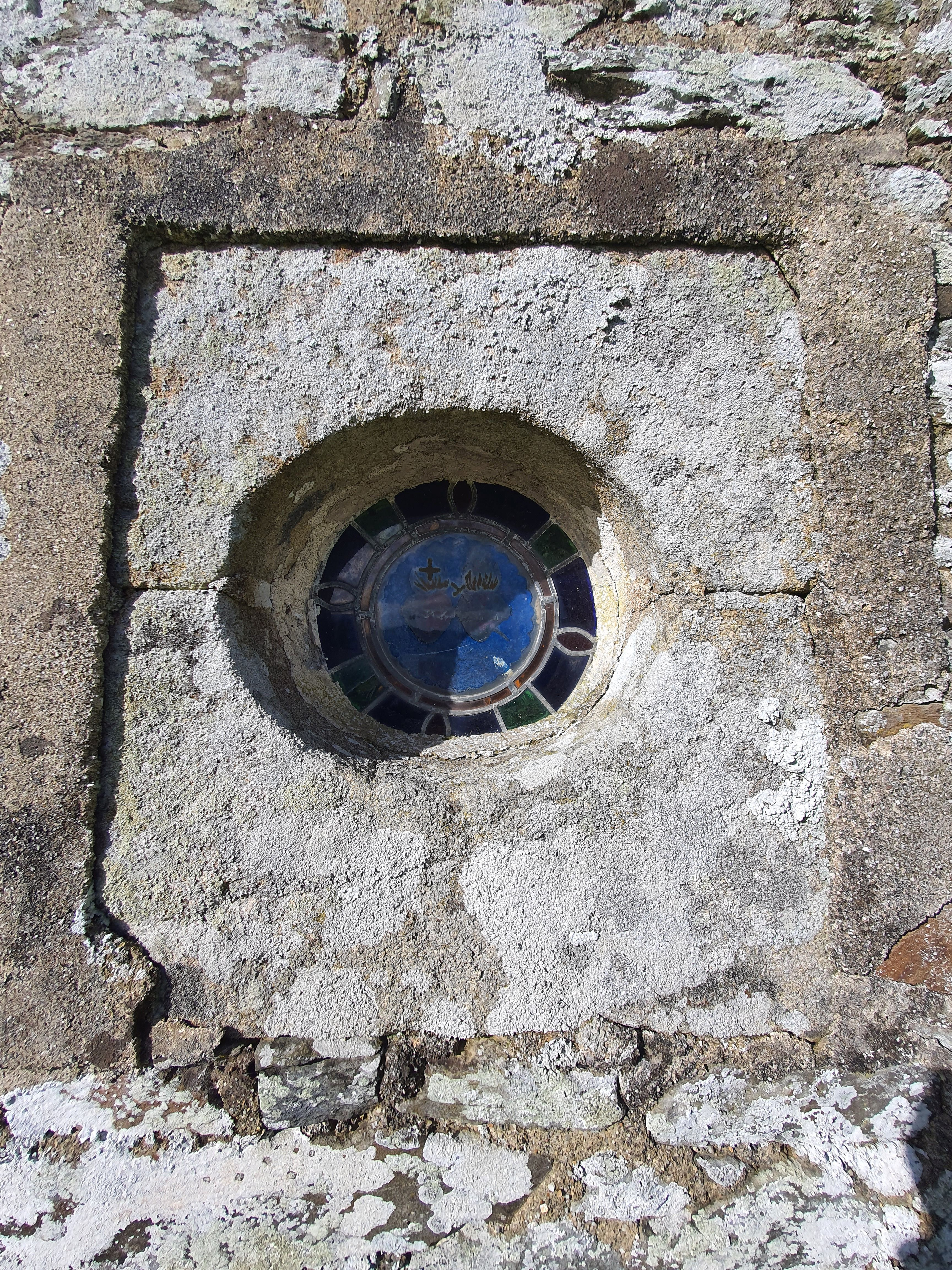
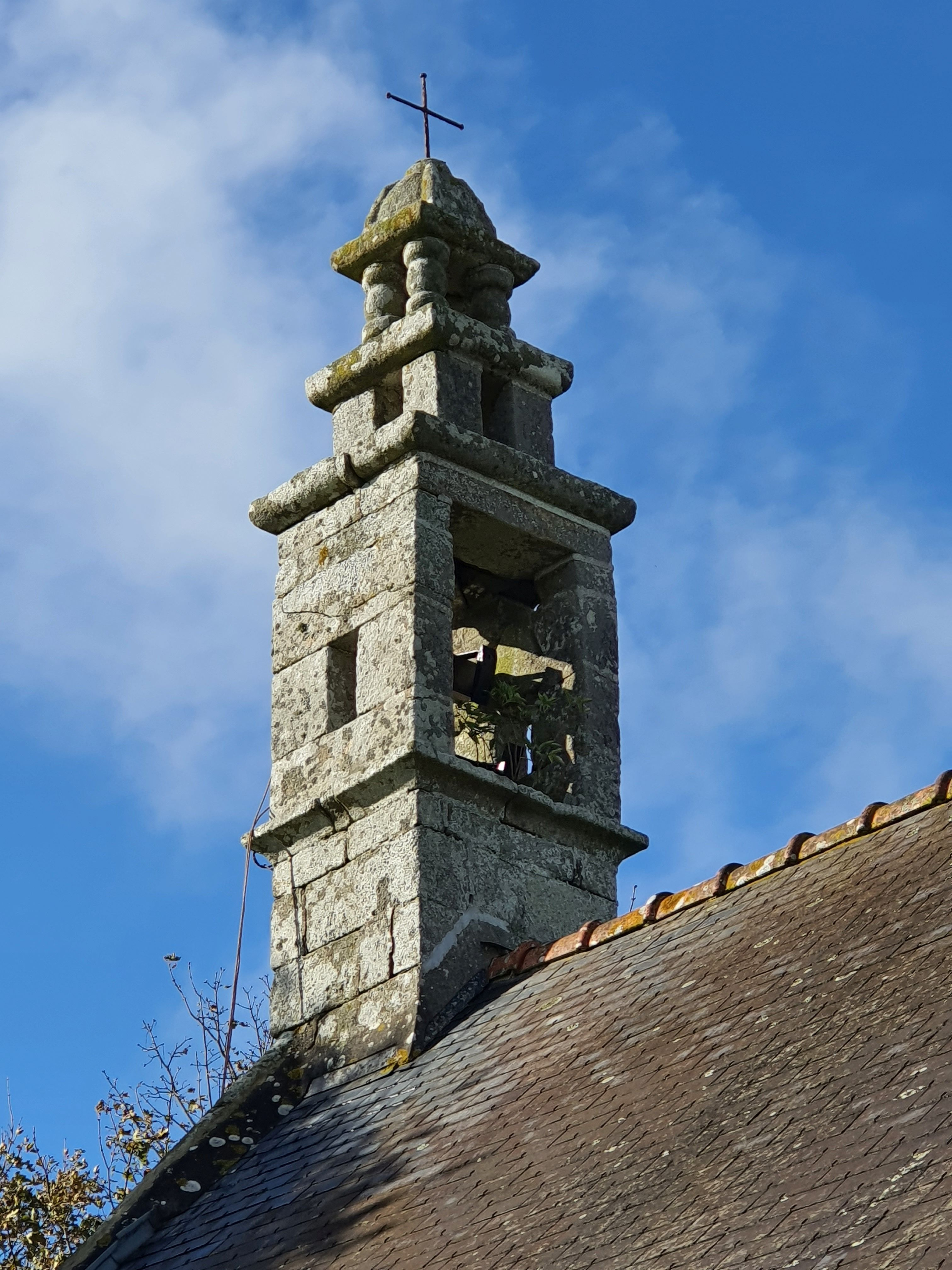
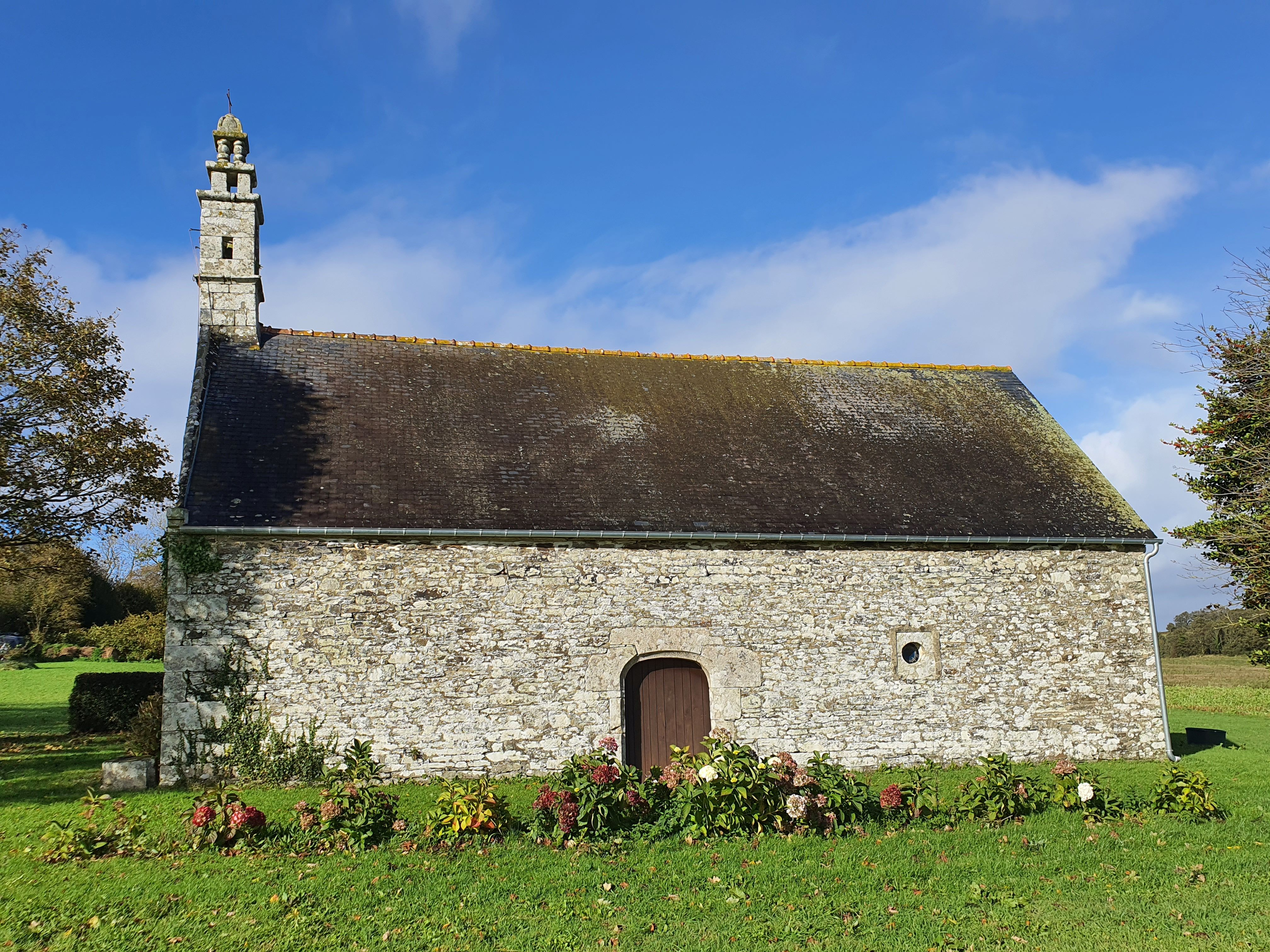